# Igor Kustow
Igor Kustow (russisch Игорь Кустов) ist ein ehemaliger russischer Handballtorwart.

## Karriere
Igor Kustow spielte in seiner Heimat für GK Newa St. Petersburg. 1994 wechselte der 2,01 m große und 121 kg schwere Torhüter in die spanische Liga ASOBAL zu CB Alzira. Nach der Auflösung von Alzira im Jahr 1995 zog er weiter zu CB Cangas. Später spielte er für SD Teucro, ab 2000 für SAR Balonmano und ab 2001 für Fadesa OAR. 2004 wechselte er zu Bueu Atlético BM. Bis 2011 lief er für BM Chapela auf.
Mit der Sowjetischen Nationalmannschaft wurde Igor Kustow bei der Weltmeisterschaft 1990 Vize-Weltmeister.